# Tugomira
Tugomira je žensko osebno ime.

## Izvor imena
Ime Tugomira ženska oblika imena Tugomir.

## Pogostost imena
Po podatkih Statističnega urada Republike Slovenije je bilo na dan 31. decembra 2007 v Sloveniji 6 oseb z imenom Tugomira.